# Wilhelm Franz Herter
Wilhelm Franz Herter (ou Guillermo Herter) (Berlim, 1884 — Hamburgo, 1954) foi um botânico alemão.
Foi um especialista em sistemática, especialmente em Lycopodiales, e micologia. Trabalhou na Alemanha e no Uruguai. De 1941 a 1944 interveio no "Instituto de Botânica" da "Universidade Jagiellonian" da Polônia ocupada (Cracóvia), convertendo o Instituto em um estabelecimento sob o nome de "Botanische Anstalten". 
Em sua extensa atividade identificou e nomeou 1.449 espécies botânicas.

## Obra
- Flora ilustrada del Uruguay. 1927. Dahlem bei Berlin
- Las plantas uruguayas de Ernesto Gibert. 1928
- La huerta escolar. 1928. Anales de instrucción primaria. 24. 26
- Florula Uruguayensis (plantae vasculares). 1930. Montevideo: (Selbstverl.). 191 pp.
- Florula Uruguayensis (plantae avasculares). 1930 a 1933. 84 pp.
- Un caso de desdoblamiento floral en una liliácea uruguaya. 1933. 8 pp.
- Flora ilustrada del Uruguay. Tomo I. 1939. Dahlem bei Berlin